# You've Got to Believe in Something
You've Got to Believe in Something è il terzo album in studio del gruppo rock statunitense Spin Doctors, pubblicato nel 1996.

## Tracce
1. You've Got to Believe in Something – 4:02
2. House – 3:53
3. Dogs on a Doe – 5:12
4. I Can't Believe You're Still With Her – 3:44
5. She Used to Be Mine – 3:35
6. She's Not You – 5:06
7. To Make Me Blue – 3:33
8. 'bout a Train – 5:25
9. Where Angels Fear to Tread – 4:02
10. If Wishes Were Horses – 4:29
11. Sister Sisyphus – 4:06
12. That's the Way (I Like It) (Bonus Track; feat. Biz Markie) – 5:27

## Formazione
- Chris Barron - voce
- Aaron Comess - batteria, percussioni
- Anthony Krizan - chitarra, voce
- Mark White - basso